# László Klausz
László Klausz (ur. 24 czerwca 1971 w Győrze) – węgierski piłkarz grający na pozycji napastnika. W swojej karierze 27 razy zagrał w reprezentacji Węgier i strzelił w niej 6 goli.

## Kariera klubowa
Karierę piłkarską rozpoczął w klubie Tatabánya Banyasz SC. W 1990 roku awansował do kadry pierwszej drużyny i w sezonie 1990/1991 zadebiutował w jego barwach w pierwszej lidze węgierskiej. W Tatabánya Banyasz SC grał do końca sezonu 1991/1992. Latem 1992 przeszedł do klubu Rába ETO Győr. Jego zawodnikiem był przez 2 lata.
W 1994 roku przeszedł do austriackiego klubu Admira Wacker z Wiednia. W Admirze Wacker występował do końca 1996 roku, a na początku 1997 ponownie zmienił klub i został zawodnikiem Austrii Salzburg. W 1997 roku wywalczył z Austrią mistrzostwo Austrii oraz Superpuchar Austrii.
Na początku 1998 roku podpisał kontrakt z francuskim drugoligowcem, FC Sochaux-Montbéliard. Na koniec sezonu 1998/1999 awansował z nim z Ligue 2 do Ligue 1. W pierwszej lidze Francji grał jeszcze przez rok.
W 1999 roku został piłkarzem niemieckiego drugoligowego zespołu, SV Waldhof Mannheim. Po 3 latach gry w nim wrócił do Austrii i przez 2 sezony grał w tamtejszym pierwszoligowcu, SW Bregenz. W sezonie 2004/2005 był piłkarzem SC-ESV Parndorf, w którym zakończył swoją karierę.
| Sezon   | Klub                   | Kraj    | Rozgrywki     | Mecze | Bramki |
| ------- | ---------------------- | ------- | ------------- | ----- | ------ |
| 1990/91 | Tatabánya Banyasz SC   | Węgry   | NB I          | 22    | 4      |
| 1991/92 | Tatabánya Banyasz SC   | Węgry   | NB I          | 29    | 5      |
| 1992/93 | Rába ETO Győr          | Węgry   | NB I          | 29    | 5      |
| 1993/94 | Rába ETO Győr          | Węgry   | NB I          | 28    | 9      |
| 1994/95 | Admira Wacker          | Austria | Bundesliga    | 31    | 8      |
| 1995/96 | Admira Wacker          | Austria | Bundesliga    | 29    | 6      |
| 1996/97 | Admira Wacker          | Austria | Bundesliga    | 15    | 3      |
| 1996/97 | Austria Salzburg       | Austria | Bundesliga    | 20    | 5      |
| 1997/98 | Austria Salzburg       | Austria | Bundesliga    | 14    | 4      |
| 1997/98 | FC Sochaux-Montbéliard | Francja | Ligue 2       | 8     | 3      |
| 1998/99 | FC Sochaux-Montbéliard | Francja | Ligue 1       | 14    | 0      |
| 1999/00 | SV Waldhof Mannheim    | Niemcy  | 2. Bundesliga | 28    | 10     |
| 2000/01 | SV Waldhof Mannheim    | Niemcy  | 2. Bundesliga | 30    | 10     |
| 2001/02 | SV Waldhof Mannheim    | Niemcy  | 2. Bundesliga | 33    | 11     |
| 2002/03 | SW Bregenz             | Austria | Bundesliga    | 34    | 9      |
| 2003/04 | SW Bregenz             | Austria | Bundesliga    | 30    | 3      |
| 2004/05 | SC-ESV Parndorf        | Austria | Regionalliga  | ?     | ?      |

## Kariera reprezentacyjna
W reprezentacji Węgier Klausz zadebiutował 8 września 1993 roku w przegranym 1:3 meczu eliminacji do MŚ 1994 z Rosją. Swojego pierwszego gola w reprezentacji strzelił 4 maja 1994 w towarzyskim spotkaniu z Polską (2:3). W swojej karierze grał też w eliminacjach do Euro 96 i MŚ 1998. W kadrze narodowej od 1993 do 2000 roku rozegrał 27 meczów i strzelił 6 goli.